# Ann-Veruschka Jurisch

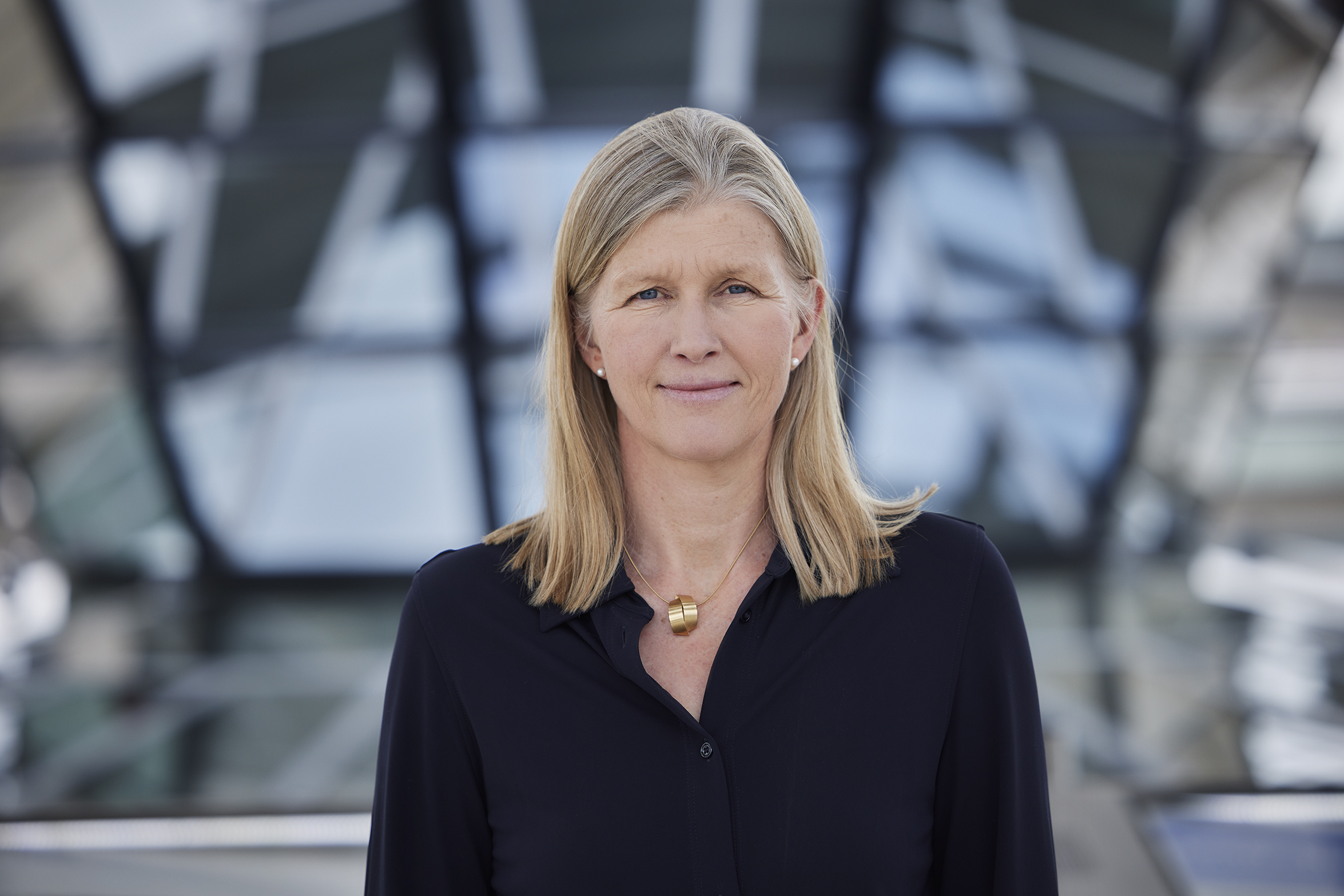
Ann-Veruschka Jurisch (2022)

Ann-Veruschka Jurisch (* 10. Januar 1972 in Köln) ist eine deutsche Politikerin (FDP) und war von 2021 bis 2025 Mitglied des Deutschen Bundestages.

## Leben
Jurisch studierte Rechtswissenschaften an der Universität Konstanz mit beiden Staatsexamina. Sie wurde dort 2001 mit einer Arbeit über das Verbraucherinsolvenzrecht nach deutschem und US-amerikanischem Insolvenzrecht promoviert. Von 2002 bis 2006 war sie im Bundesministerium für wirtschaftliche Zusammenarbeit und Entwicklung tätig, zunächst als Länderreferentin im Südostasien-Referat für Vietnam, Myanmar und Thailand. 2005 wechselte sie an die Deutsche Botschaft in Hanoi. Von 2006 bis 2021 war sie als Geschäftsführerin im Bereich gemeinnütziger Stiftungen tätig und von 2020 bis 2021 zugleich am Center für Philanthropie an der Universität Liechtenstein Fachexpertin für Gemeinnützigkeit. Im Jahr 2019 schloss sie erfolgreich einen berufsbegleitenden Master in internationalen Beziehungen an der Fletcher School of Law and Diplomacy in Boston ab.
Sie ist verheiratet und Mutter von drei Kindern. Jurisch ist evangelischer Konfession.

## Partei und Politik
Im Jahr 2013 trat Jurisch in die FDP ein und ist seit 2015 Ortsvorsitzende der FDP Konstanz. Bei der Landtagswahl in Baden-Württemberg 2016 kandidierte sie als Zweitkandidatin neben Jürgen Keck.
Zur Bundestagswahl 2021 trat Jurisch im Wahlkreis Konstanz an und zog über Platz 14 der Landesliste der FDP Baden-Württemberg in den 20. Deutschen Bundestag ein.

## Abgeordnete

### 20. Wahlperiode (2021–2025)
Jurisch war ordentliches Mitglied im Innenausschuss des Bundestages und im Ausschuss für die Angelegenheiten der Europäischen Union. Sie war Berichterstatterin der Fraktion der Freien Demokraten im Bereich Innenpolitik für Ehrenamt, reguläre Einwanderung und Freizügigkeit in der EU. Im Bereich Europapolitik war Jurisch zuständig für die europäische Innen- und Sicherheitspolitik (bspw. Polizei und Justiz, Katastrophenschutz, Grenzschutz und Migration) und die Themen Asien, Afrika und Karibik sowie den Europäischen Wirtschaftsraum. Zusätzlich verantwortete sie unter anderem die Themen rund um die Länder Portugal, Island und Schweiz aus europäischer Perspektive.
Zudem war Jurisch stellvertretendes Mitglied der Deutsch-Französischen Parlamentarischen Versammlung. Ab Juli 2022 war sie Mitglied im 1. Untersuchungsausschuss der 20. Wahlperiode des Deutschen Bundestages, der die Umstände des Abzugs der Bundeswehrtruppen aus Afghanistan aufklären sollte.

## Politische Positionen
Jurisch setzt sich insbesondere für eine Modernisierung des Einwanderungsrechts in Deutschland ein. Ein modernes Einwanderungsrecht solle nach ihren Vorstellungen ein Punktesystem (Einwanderung) enthalten, sowie Berufserfahrung und einen geschlossenen Arbeitsvertrag höher gewichten.
In ihrem Wahlkreis Konstanz setzt sich Jurisch für die Ausbau der Gäubahn ein, um eine bessere Anbindung der Region an Stuttgart zu gewährleisten. Im Bundestag initiierte sie dazu unter Abgeordneten der Koalition ein gemeinsames Schreiben an Bundesminister Volker Wissing. Darin forderten die Abgeordneten eine Zeitplanung sowie Finanzierungszusagen.